# Hermin
Hermin är en kommun i departementet Pas-de-Calais i regionen Hauts-de-France i norra Frankrike. Kommunen ligger i kantonen Houdain som tillhör arrondissementet Béthune. År 2022 hade Hermin 207 invånare.

## Befolkningsutveckling
Antalet invånare i kommunen Hermin
| Referens: INSEE |